# Calledema sura
Calledema sura är en fjärilsart som beskrevs av William Schaus 1906. Calledema sura ingår i släktet Calledema och familjen tandspinnare. Inga underarter finns listade i Catalogue of Life.